# Chu Thiện
Chu Thiện (1900–1984), bí danh Phó, là nhà cách mạng Việt Nam, Bí thư Tỉnh ủy Thái Bình trước Cách mạng Tháng Tám.

## Thân thế
Chu Thiện sinh năm 1900 ở làng Trình Phố, huyện Trực Định, phủ Kiến Xương, tỉnh Thái Bình, nay là xã An Ninh, huyện Tiền Hải, tỉnh Thái Bình.
Theo tư liệu địa phương, tổ tiên của dòng họ Chu ở Trình Phố là Chu Ngạn, người gốc Thanh Hóa, khai quốc công thần nhà Lê. Tương truyền, theo lệnh của Lê Thái Tổ, Chu Ngạn cùng công thần họ Phạm đã về khai khẩn đất phủ Kiến Xương. Đến thời Lê Hy Tông, Thượng tướng Chu Đình Ngạn biết tin quê nhà gặp thiên tai, bèn xin về quê dẫn người ra vùng Trình Phố đắp đê khẩn hoang, lập làng mới. Trong họ còn có Chu Văn Rỵ, nguyên Bí thư Tỉnh ủy Thái Bình, Vĩnh Phúc. Ngoài ra, nơi đây cũng là quê hương của các chí sĩ chống Pháp Ngô Quang Bích, Bùi Viện, Đặng Huy Tá, Ngô Quang Đoan,...

## Cuộc đời
Trình Phố là một trong những địa điểm đầu tiên trong tỉnh Thái Bình thành lập Chi bộ Hội Việt Nam Cách mạng Thanh niên (do Vũ Trọng, Hội viên Thanh niên quê Trình Phố thành lập đầu năm 1927). Năm 1929, Chi bộ Trình Phố là một trong sáu Chi bộ đầu tiên của Tỉnh ủy Thái Bình của Đông Dương Cộng sản Đảng, và sau đó là Đảng Cộng sản Việt Nam. Năm 1930, cùng với nhiều thanh niên trong làng, Chu Thiện tham gia phong trào cách mạng do Đảng Cộng sản Việt Nam lãnh đạo.
Năm 1936, ông được kết nạp vào Đảng Cộng sản Đông Dương, tiếp tục tham gia lãnh đạo phong trào đấu tranh trong tỉnh. Năm 1937, Ban Chấp hành Đảng bộ tỉnh Thái Bình được thành lập do Nguyễn Văn Vực làm Bí thư. Tháng 4 năm 1940, Bí thư Tỉnh ủy Nguyễn Văn Vực bị thực dân Pháp bắt. Tháng 6, Ban Chấp hành Đảng bộ tỉnh đã bầu Chu Thiện làm Quyền Bí thư Tỉnh ủy, tổ chức kiện toàn lại tổ chức. Ngày 12 tháng 9, ông đã cùng Đỗ Hành tổ chức cuộc mít tinh, tuần hành ở Mả Bụt với sự tham gia của người dân ba huyện Kiến Xương, Tiền Hải, Thái Ninh, gây được tiếng vang lớn.
Cuối năm 1940, ông được điều về Xứ ủy Bắc Kỳ làm Xứ ủy viên dưới sự chỉ đạo của Quyền Bí thư Đào Duy Kỳ, tham gia công tác xây dựng và phục hồi cơ sở Đảng ở các tỉnh miền Bắc, đặc biệt là tỉnh Bắc Ninh. Năm 1941, ông là Phó Bí thư Xứ ủy Bắc Kỳ đến năm 1942, tiếp tục nhận nhiệm vụ Thường vụ Xứ ủy Bắc Kỳ đến năm 1943.
Sau Cách mạng Tháng Tám (1945), ông tiếp tục tham gia Tỉnh ủy Thái Bình, làm Trưởng ban Nông thôn tỉnh Thái Bình. Ông về hưu năm 1968 và mất năm 1984.

## Tặng thưởng
Ông được Nhà nước Việt Nam trao tặng Huân chương Hồ Chí Minh.